# New Baltimore (New York)
Pour les articles homonymes, voir New Baltimore (homonymie).
New Baltimore est une ville du comté de Greene, situé dans l'État de New York, aux États-Unis.